# Šaronje (Tutin)
Pour les articles homonymes, voir Šaronje.
Šaronje (en serbe cyrillique : Шароње) est un village de Serbie situé dans la municipalité de Tutin, district de Raška. Au recensement de 2011, il comptait 212 habitants.

## Démographie
| 1948 | 1953 | 1961 | 1971 | 1981 | 1991 | 2002 | 2011 |
| ---- | ---- | ---- | ---- | ---- | ---- | ---- | ---- |
| 419  | 451  | 452  | 439  | 462  | 393  | 231  | 212  |

|  |